# John Duns Scotus
John (Johannes, Ioannes) Duns Scotus (khoảng 1266-8 tháng 11 năm 1308) là một trong những triết gia - nhà thần học quan trọng nhất của thời Trung kỳ Trung Cổ.
Người ta biết rất ít về gia đình và tuổi trẻ của Scotus. Ông sinh ra ở Scotland, học ở một trường dòng Francis Oxford khi trường này đang trong quá trình hình thành, sau đó giảng dạy ở Đại học Paris. Ông mất ở Köln, Đức.
Scotus có ảnh hưởng đáng kể cả đối với tư tưởng Công giáo lẫn thế tục. Các giáo điều của ông được biết đến nhiều nhất là tính "đồng vọng của sinh thể" (univocity of being), hẳn là một trong những khái niệm trừu tượng nhất mà chúng ta từng có, áp dụng cho mọi vật hiện hữu, tính khác biệt hình thức, cách thức phân biệt giữa những khía cạnh của cùng sự vật; và ý tưởng về "thứ hiện chỉ" (thisness hay haeccity), thuộc tính mà mỗi cá thể sự vật được cho là có để khiến nó là cá thể. Scotus cũng phát triển một lập luận rất phức tạp về sự tồn tại của chúa, và biện luận ủng hộ giáo lý về thụ thai tinh khiết của Maria. Lối suy nghĩ xuyên suốt và tinh tế của ông khiến ông được gọi bằng danh hiệu Doctor Subtilis. Tuy nhiên, các triết gia ở thế kỷ 16 chê bai các tác phẩm của ông, cho ông là ngụy biện. Do đó tên của ông trở thành nguồn gốc của từ dunce trong tiếng Anh chỉ người đần độn không thể học hành.

## Cuộc đời
Duns Scotus được sinh ra tại Duns, Scotland. Sau khi khi thụ phong chức linh mục của Northampton của nước Anh, ông đi vào nghiên cứu và giảng dạy ở Oxford, Paris và có lẽ là cả ở Cambridge nữa. Cuối đời, ông đến Cologne, một thành phố của Đức để sinh sống. Ông mất ở đó, được chôn cất trong giáo đường Minorite. Trên quan tài của ông có khắc dòng chữ như sau:
| “ | Scotia me genuit. Anglia me suscepit. Gallia me docuit. Colonia me tenet | ” |

Câu này có nghĩa là:
| “ | Scotland sinh ra tôi. Anh phát triển tôi. Pháp đỡ đầu tôi. Cologne giữ gìn tôi | ” |

## Sự nghiệp

### Tóm tắt chung
Nói chung Duns Scotus là một nhà triết học và thần học xuất sắc. Ông được coi là một trong những nhà thần học quan trọng nhất của dòng Phanxicô. Ông cũng nhận được nhiều lời khen cũng như những lời chê bai. Blaise Pascal đã ca ngợi ông một trí óc tế nhị vì khả năng hòa hợp hòa hợp những cái khác biệt một cách tinh tế. Qua lời khen tặng đó của Pascal, ta không ngạc nhiên khi ông được gọi là "tiến sĩ sâu sắc, tế nhị". Tuy nhiên, những người sau Pascal lại đánh giá ông hoàn toàn khác. Họ có phần khắt khe đối với nhà triết học Scotland. Và có không ít người đã dùng tên ông để tạo ra từ dunce. Từ này có nghĩa trong tiếng Anh là người ngu đần. Nó được tạo ra để chế giễu những học trò của ông.

### Những nét chính

#### Triết học

##### Tri thức luận
Duns Scotus đã thừa nhận một vài điều có trong triết học của Aristotle, đồng thời chấp nhận việc phải có những nguyên lý tiên thiên cho khái niệm, những nguyên lý mà ông gắn cho đó là của Augustine xứ Hippo. Tuy nhiên, không ai trong số hai nhà triết học này có thể làm vừa lòng Scotus, bởi vì một lẽ: Scotus cho rằng họ đã không đem đến một sự chắc chắn về tri thức của con người. Để giải quyết điều đó, ông đã chia sự chắc chắn thành 4 cấp độ khác nhau:
- Thứ nhất là những sự vật khả tri và những mệnh đề tiên thiên. Ông cho rằng, những chân lý này phải đúng khi trùng hợp với cái làm cho chúng đúng. Nếu theo ý đó thì chân lý và phủ định chân lý là không đồng nhất ngay, kể cả khi ta nhìn vào chân lý mà không nhìn thấy một mâu thuẫn.
- Thứ hai là những mệnh đề bao gồm những sự vật khả tri thông qua kinh nghiệm. Kinh nghiệm nên hiểu theo nghĩa của Aristotle, tức là cái gì đó bắt gặp nhiều lần. Tri thức được cung cấp bởi kinh nghiệm dựa trên nguyên lý tiên thiên có nội dung là "bất kỳ cái gì xảy ra nhiều lần bởi một nguyên nhân không khác thì nó là kết quả tự nhiên của nguyên nhân đó".
- Thứ ba là những mệnh đề bao gồm những sự vật khả tri liên quan đến hành động. Theo lý luận của Scotus, con người biết khi nào họ thớc ngay lập tức mà không phải suy luận. Ngay cả một kinh nghiệm cảm giác được tạo nên bởi cơ quan cảm giác có khiếm khuyết, con người vẫn biết được nội dung ở trong kinh nghiệm đó thế nên kinh nghiệm đó là đúng.
- Thứ tư là những mệnh đề bao gồm những sự vật khả tri thông qua giác quan. Scotus cho rằng, con người biết nhiều điều. Những mệnh đề rời vào cấp độ này sẽ được thừa nhận nhanh chóng mà không phải qua sự nhòm ngó của chủ nghĩa hoài nghi.

Nhìn vào sự diễn giải này, ta có thể thấy Scotus đang cố gắng làm điều gì đó để không cho chủ nghĩa hoài nghi làm xa rời niềm tin và chủ thể của nó. Tri thức trực giác là tri thức bất khả nghi vì nó là một cái gì đó hiện hữu, cụ thể hơn là "chính xác về một đối tượng đang hiện diện (được nhận biết) như đang hiện diện và về một đối tượng hiện hữu (được nhận biết) như hiện hữu". Hơn nữa, đối tượng của tri thức là nguyên nhân của tri thức. Giả sử nếu bạn nhìn thấy Sokrates là người đàn ông da trắng thì, theo Scotus, tri thức trực giác của bạn gồm Sokrates và nước da trắng của ông.
Duns Scotus cũng nói về một đặc điểm nữa của một số tri thức trực giác. Đó là bất toàn về quá khứ , có thể hơn tri thức trừu tượng nhưng lại không bằng tri thức trực giác hiện tại. Vấn đề này có vẻ không đáng tin.
Scotus còn nêu lên quan điểm phản đối các nhà triết học thuộc chủ nghĩa duy lý. Những người này cho rằng, bản thân triết học là đầy đủ, thỏa mãn khao khát hiểu biết của con người. Scotus đã lập luận rằng thứ triết học kiểu Aristotle không thể nào hiểu hoàn toàn thân phận của con người vì nó đã không đề cập đến sự sa ngã và ân sủng. Theo ông, sự hạn chế lớn của triết học Aristotle đó là không thể chối cãi được việc Thượng đế xuất hiện như nguyên nhân số một của việc hình thành vũ trụ. Và để giải quyết điều này, Scotus đã đưa ra cách chứng minh mang tính chất siêu hình, ông có thêm lập luận của Anselm xứ Canterbury để nó thêm phần xác đáng. Scotus suy nghĩ rằng ý niệm hoàn hảo nhất về Thương đế không phải là nguyên nhân đệ nhất hay hữu thể tự thân mà là hữu thể vô cùng.
Scotus đã đi ngược lại những người Hy Lạp thời cổ đại và những người Ả Rập trước và cùng thời ông khi cho rằng vũ trụ là bất tất, phải phụ thuộc vào ý chí của Thượng đế, chứ không phải những nguyên nhân tất yếu mới làm nên vấn đề.
Các phổ biến niệm theo suy nghĩ của ông là những thứ trừu tượng, nhưng có những bản tính chung. Những bản tính chung là có thực và có quy luật riêng. Cá thể tính được sinh ra do thực tại tích cực gia tăng, khiến bản tính chung thuộc quyền sở hữu của một cá thể. Đó là cái mà Scotus gọi là "sự khác biệt cá thể" hay "cái này".

##### Ưu thế củaý chí
Đây là tư tưởng nổi bật nhất trong triết học của Scotus. Ông tỏ ra không hài lòng với triết học của Thomas Aquinas. Scotus cho rằng thuyết duy trí của Thomas là một thuyết tất định, tức là nếu lý trí là quan năng cao siêu nhất thì duy trí đã hạn chế tính cá nhân của con người. Nó chỉ có vẻ ngoài, chứ không có nội dung, của một triết lý công giáo đích thực. Tiếp theo, ông lại lập luận rằng tự do ý chí không chỉ là hệ quả của lý trí, mà là tác động duy nhất thuộc bản tính con người.